# When Love & Hate Collide
When Love & Hate Collide is een nummer van de Britse rockband Def Leppard uit 1995. Het verscheen als nieuw nummer op hun verzamelalbum Vault: Def Leppard Greatest Hits (1980–1995).
Het nummer is een ballade die aanvankelijk werd geschreven voor het album Adrenalize. De bandleden wilden eigenlijk liever Have You Ever Needed Someone So Bad, een andere ballade, op de plaat hebben. Dus bleef When Love & Hate Collide op de plank liggen, ook omdat zanger Joe Eliott vond dat er anders een ballade te veel op het album stond. Toen de band in 1994 begon met de opnames voor het nieuwe album Slang, wilde hun platenlabel dat de band een verzamelalbum uitbracht met daarop ook een nieuw nummer. Dit resulteerde in het verzamelalbum Vault, met When Love & Hate Collide als nieuw nummer. Het nummer werd ook op single uitgebracht en werd vooral op de Britse eilanden en in Canada een grote hit. In het Verenigd Koninkrijk bereikte het de 2e positie. In Nederland moest het nummer het met een 5e positie in de Tipparade stellen.